# Крищенко, Александр Петрович
Александр Петрович Крищенко (род. 3 октября 1948) — советский и российский математик, специалист в области анализа, управления и математического моделирования нелинейных систем, член-корреспондент РАН (2011).

## Биография
Родился 3 октября 1948 года.
В 1972 году окончил механико-математический факультет МГУ, а в 1975 году — аспирантуру там же.
С 1975 года работает в МГТУ имени Н. Э. Баумана, пройдя путь от ассистента до профессора (1988) и заведующего кафедрой «Математическое моделирование» (с 1997 года).
В 1987 году защитил докторскую диссертацию.
В 2011 году избран членом-корреспондентом РАН.

## Научная деятельность
Специалист в области анализа, управления и математического моделирования нелинейных систем.
Основные научные результаты:
- разработаны дифференциально-геометрические методы анализа нелинейных систем и синтеза алгоритмов управления;
- создан метод локализации периодических решений, инвариантных компактов и областей с хаотической динамикой нелинейных непрерывных и дискретных систем;
- разработаны методы построения допустимых траекторий управляемого движения летательных аппаратов и созданы их программные реализации;
- разработаны математические модели динамики и взаимодействия многообъектных систем и решены задачи оценки их конечных состояний.

Автор более 200 научных работ, монографии по нелинейной теории управления и 7 учебников и учебных пособий по математике.
Под его руководством защищены две докторские и восемь кандидатских диссертаций.
Член редколлегий журналов «Автоматика и телемеханика», «Естественные науки» Вестника МГТУ имени Н. Э. Баумана и «Annual Review of Chaos Theory, Bifurcations and Dynamical Systems», член Экспертного совета по управлению, вычислительной технике и информатике ВАК при Минобрнауки России и Экспертного совета отдела информационных технологий и вычислительных систем РФФИ, член двух диссертационных советов.

## Награды
- Премия Правительства Российской Федерации в области науки и техники (в составе группы, за 2003 год) — за серию учебников «Математика в техническом университете» (1996—2001 годы)[3]
- Почётная грамота Президента Российской Федерации (5 февраля 2024 года) — за заслуги в развитии отечественной науки, многолетнюю плодотворную деятельность и в связи с 300-летием со дня основания Российской академии наук[4]